# Almut Eggert
Almut Eggert (Rostock, 7 giugno 1937 – Berlino, 7 febbraio 2023) è stata un'attrice e doppiatrice tedesca.

## Biografia
Dopo il diploma di scuola superiore divenne estetista. Dal 1956 al 1959 prese lezioni presso una scuola di recitazione a Berlino. Nel 1958 fece il suo debutto alla Vagantenbühne di Berlino, e nell'anno successivo ottenne una parte al Piccolo Teatro presso Francoforte. Negli anni seguenti le furono assegnati ruori di maggiore importanza. Passò poi al cinema. L'attrice divenne nota anche sul piccolo schermo per aver interpretato Katharina Lamprecht nella serie Squadra Speciale Cobra 11. 

## Vita privata
Almut Eggert fu sposata con il regista Wolfgang Spier: la coppia generò una figlia, Bettina Spier, che morì ancora giovane. Ebbe poi un'altra figlia dopo la fine del matrimonio con Spier, Nana Spier. Entrambe le figlie divennero anch'esse attrici e doppiatrici.

## Filmografia
- Question 7, regia di Stuart Rosenberg (1961)